# Kanton Castelnau-Magnoac
Kanton Castelnau-Magnoac (francouzsky Canton de Castelnau-Magnoac) je francouzský kanton v departementu Hautes-Pyrénées v regionu Midi-Pyrénées. Tvoří ho 29 obcí.

## Obce kantonu
- Aries-Espénan
- Arné
- Barthe
- Bazordan
- Betbèze
- Betpouy
- Campuzan
- Castelnau-Magnoac
- Casterets
- Caubous
- Cizos
- Devèze
- Gaussan
- Guizerix
- Hachan
- Lalanne
- Laran
- Larroque
- Lassales
- Monléon-Magnoac
- Monlong
- Organ
- Peyret-Saint-André
- Pouy
- Puntous
- Sariac-Magnoac
- Thermes-Magnoac
- Vieuzos
- Villemur